# The X Factor - 1.ª temporada (Estados Unidos)
The X Factor é uma competição musical da televisão americana a fim de encontar uma nova voz talentosa, cujo vencedor irá receber 5 milhões de dólares e um contrato com a Epic Records. A estreia da primeira temporada aconteceu em 21 de setembro de 2011 pela Fox e está prevista para ser encerrada no final de dezembro.
Baseado no formato do Reino Unido, a competição consiste em testes, na frente de produtores e, em seguida, com os jurados a frente de uma platéia ao vivo; depois nas casas dos juradose, em seguida, as finais ao vivo. As audições para o programa começara, em março de 2011 e se encerraram em Junho de 2011. O show é apresentado pelo apresentador Steve Jones, enquanto o corpo de jurados é composto por Simon Cowell, Paula Abdul, L.A. Reid e Nicole Scherzinger. Cheryl Cole, ex-jurada da versão do Reino Unido, era jurada nas audições em Los Angeles e Chicago, mas posteriormente deixou o programa por motivos de disputa e foi substituída por Scherzinger, que foi originalmente cotada para apresentar ao lado Jones.
Uma prévia do programa foi ao ar durante o 2011 Major League Baseball All-Star Game em 12 de julho. A segunda pré-visualização aconteceu depois do jogo duplo Northern Football League em 11 de setembro.